# Ícar
|  | Per a altres significats, vegeu «(1566) Ícar». |

A la mitologia grega, Ícar (en grec, Ίκαρος) era fill de Dèdal i d'una esclava de Minos, rei de Creta, anomenada Nàucrate. Dèdal havia ensenyat a Ariadna la manera amb què Teseu podia sortir del laberint que ell mateix havia construït. Quan Teseu va haver mort el Minotaure, Minos, irritat va tancar Dèdal i el seu fill Ícar al laberint.
Per poder escapar d'aquell lloc, el seu pare va fabricar unes ales per tots dos amb plomes i subjectades amb cera. Abans de fugir el pare li va dir: «Ícar, fill meu, mantén-te a una altura mitjana. Si voles molt baix, la humitat obstruirà les teues ales, i si ho fas molt alt, la calor fondrà la cera. Si no et separes de mi no et passarà res». Però Ícar, ple d'orgull, no va escoltar els consells del seu pare i va començar a volar cap amunt per arribar fins al cel i la proximitat dels raigs del Sol va anar fonent la cera que mantenia les plomes unides i va fer que Ícar caiguera a l'aigua mentre cridava al seu pare i s'enfonsés al mar. Finalment el pare va trobar les restes de les ales i va maleir els seus invents. Va soterrar el cos del seu fill i va anomenar aquella terra Icària (i al mar on caigué mar d'Icària) en la seva memòria. Dèdal va arribar fins a Sicília, va dedicar un temple a Apol·lo i va oferir les seves ales al déu com una ofrena.
Una altra versió explicava que Dèdal, després d'haver mort el seu nebot i deixeble, Talos, fill de la seva germana Pèrdix, va haver de fugir d'Atenes. El seu fill Ícar, també desterrat, va estar buscant el seu pare, però la nau que el portava va naufragar prop de Samos, i el mar que la circumda va rebre un nom semblant al seu. Ícar cau al mar després d’ignorar l’advertència del seu pare, Dèdal, i vola massa a prop del Sol amb ales de cera. El seu cos va ser portat pel mar a les costes d'Icària on Hèracles el va enterrar. També deia una tradició que Dèdal i Ícar havien fugit de Creta en una nau de vela. Cadascú pilotava la seva nau. Dèdal havia acabat d'inventar l'ús de les veles, però Ícar na va saber governar-les correctament i va naufragar. O també que quan atracava a l'illa d'Icària va baixar malament del vaixell i es va ofegar. Totes aquestes variants volien treure el caràcter meravellós de l'aventura, suprimint el relat de les ales que permetien volar.
S'ensenyava la tomba d'Ícar en un promontori sobre el mar Egeu. També es deia que Dèdal havia erigit dues columnes, una en honor del seu fill, i l'altra en honor seu, a les illes de l'Ambre. I també que Dèdal havia representat amb les seves mans la trista fi del seu fill, a les portes del temple d'Apol·lo a Cumes. Una altra tradició diu que Ícar va ser l'inventor del treball de la fusta.